# 17856 Gomes
17856 Gomes è un asteroide della fascia principale. Scoperto nel 1998, presenta un'orbita caratterizzata da un semiasse maggiore pari a 2,6804516 UA e da un'eccentricità di 0,0431789, inclinata di 2,48858° rispetto all'eclittica.
È così nominato in onore di Rodney Gomes da Silva (1954-), ricercatore statunitense sulla dinamica dei corpi minori del sistema solare e sulle migrazioni planetarie, coautore del modello di Nizza.